# Marie Kubišová (1920)

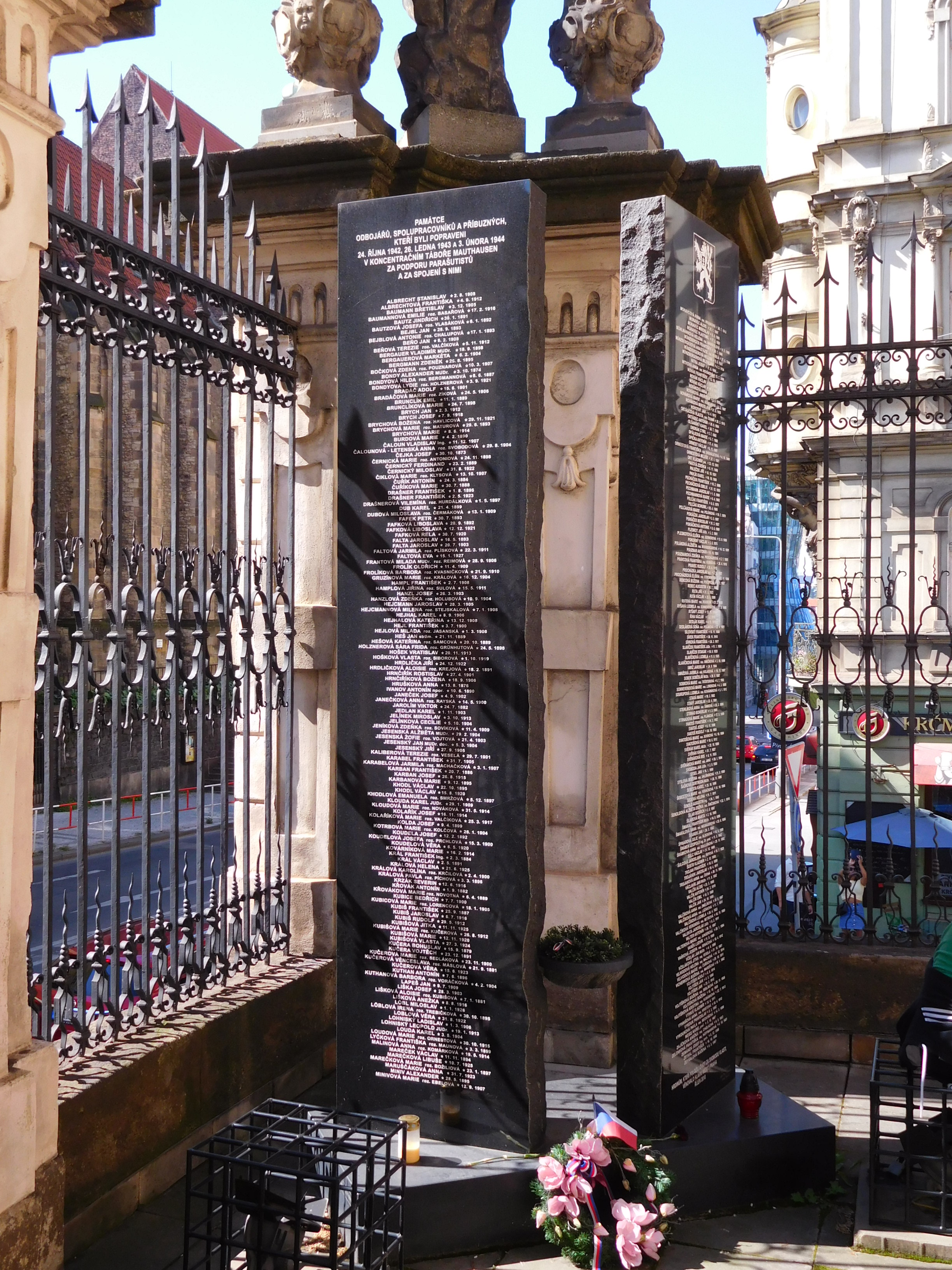
Pomník odbojářům popraveným a umučeným v souvislostí s operací Anthropoid (Resslova ulice)

Marie Kubišová (12. listopadu 1920 Dolní Vilémovice – 24. října 1942 Koncentrační tábor Mauthausen) byla nevlastní sestrou parašutisty rotmistra Jana Kubiše a na základě této příbuzenské vazby byla zavražděna (spolu s dalšími podporovateli parašutistů ze skupiny Anthropoid) v koncentračním táboře Mauthausen.

## Život
Marie Kubišová se narodila 12. listopadu 1920 v Dolních Vilémovicích rodičům Františku Kubišovi (* 25. září 1887 Horní Radslavice 14, okres Žďár nad Sázavou – † 24. října 1942 Mauthausen) a Marii Kubišové (rozené Čechové; ovdovělé Dusíkové; * 1885). Marie Kubišová měla ještě vlastní (pokrevní) sourozence: mladšího bratra Františka Kubiše (* 1928) a dvě mladší sestry: Jitku Kubišovou (* 11. listopadu 1925 – † 24. října 1942 Mauthausen) a Vlastu Kubišovou (* 27. března 1924 – † 24. října 1942 Mauthausen). Marie Kubišová byla římskokatolického vyznání. Jako svobodná dívka bydlela v Myslibořicích v čísle popisném 111.
Marie Kubišová byla nevlastní sestrou parašutisty rotmistra Jana Kubiše. Gestapo ani jiné německé vyšetřovací orgány (např. kriminální policie nebo Sicherheitsdienst) nikdy nedokázaly, že Marie byla zapojena jakýmkoliv způsobem do protiněmeckých ilegálních aktivit. Stejně jako mnohým dalším se jí stala osudnou zrada Karla Čurdy (16. června 1942), po které následovala vlna zatýkání. Marie Kubišová byla zatčena 20. června 1942 jen z důvodu příbuzenské vazby s atentátníkem Janem Kubišem. Dne 29. září 1942 byla v nepřítomnosti stanným soudem v Praze odsouzena k trestu smrti. Z policejní vazby na Karlově náměstí v Praze byla deportována do Malé pevnosti v Terezíně. Dne 23. října 1942 byla převezena do koncentračního tábora Mauthausen a o den později (24. října 1942) ji zde zavraždili v 09.40 střelou z malorážní pistole do týla společně s dalšími spolupracovníky a rodinnými příslušníky atentátníků při fingované zdravotní prohlídce. Bylo jí 21 let.

## Připomínka
Její jméno (Kubišová Marie *12.11.1920) je uvedeno na pomníku při pravoslavném chrámu svatého Cyrila a Metoděje (adresa: Praha 2, Resslova 9a). Pomník byl odhalen 26. ledna 2011 a je součástí Národního památníku obětí heydrichiády.